# Bor (ime)
Bor je moško osebno ime.

## Izvor imena
Po eni razlagi je ime Bor  možno razlagati iz besede bor, ki je v slovenščini naziv za znano drevo v naših gozdovih, po drugi razlagi pa je precej verjetno, da je ime skrajšana oblika imen, ki se začenjajo ali končujejo na Bor-, -bor nap.: Borislav, Boris, Vlastibor, Želibor 

## Različice imena
- za moške različice imena Bor glej ime Boris
- ženske različice imena: Bora, Borena, Bori, Borica, Borinka, Borka

## Pogostost imena
Po podatkih Statističnega urada Republike Slovenije je bilo na dan 31. decembra 2007 v Sloveniji število moških oseb z imenom Bor: 542.

## Osebni praznik
Osebe z imenom Bor lahko godujejo kot osebe z imenom Boris.

## Znane osebe
Na Slovenskem najbolj znana oseba z imenom Bor je pesnik Matej Bor, katerega pravo ime je Vladimir Pavšič.